# Site archélogique d'Alto da Fonte do Milho
Alto da Fonte do Milho est un site archéologique présentant les vestiges d'une ancienne villa romaine. Les fouilles ont été réalisées entre 1947 et 1949.
Les vestiges sont situés dans la freguesia de Poiares e Canelas (pt), sur le territoire de la municipalité de Peso da Régua (district de Beja, Portugal),. 
La villa est classée Monument national depuis 1959.

## Historique
Les ruines, déjà mentionnées au XVIIIe siècle sous le nom de Castellos de Mouros, furent initialement interprétées comme les vestiges d'un château datant des guerres mauresques ou d'un petit fort de l'époque romaine, car le complexe occupait une position stratégique dominante dans la moyenne vallée du Douro.

## Fouilles archéologiques
Les fouilles archéologiques du complexe furent entreprises en 1947 par Fernando Russell Cortez. À proximité de murs d'un mètre de haut et d'une porte, une zone ovale orientée au nord, abritant un groupe de bâtiments fortement structurés, fut mise au jour. Sur le plan de l'ensemble du complexe, tous les bâtiments sont regroupés sur les bords autour d'une grande cour intérieure. Afin de créer suffisamment d'espace, les constructeurs durent édifier des murs en terrasses. Les découvertes datant de l'époque où la villa était utilisée datent du Ier siècle aux IVe et Ve siècles apr. J.-C., la première période, au début du Ier siècle, lorsque la région passa finalement sous domination romaine, étant attestée par des monnaies d'Auguste et de Tibère. Les mosaïques représentant des poissons bordant un bassin de baignade sont remarquables.
L'importance exceptionnelle de Fonte do Milho réside dans les infrastructures découvertes de la cave romaine. Au cœur d'une région encore viticole, de nombreuses découvertes liées à la vinification ont été réalisées dans le quartier commerçant du complexe, notamment un pressoir en pierre.

## Actuellement
Cependant, les travaux de conservation ayant été négligés dans les années qui ont suivi, le site a été temporairement oublié. Depuis les années 1970, le Portugal tente d'inscrire certaines parties de ses trésors culturels au patrimoine mondial de l'UNESCO. En 2001, l'UNESCO a considéré la Fonte do Milho comme candidate à cette fin. À cette époque, les installations étaient déjà dans un état de délabrement avancé, et les techniques de culture modernes dans la zone viticole ont entraîné une érosion progressive des sols et des glissements de terrain, qui ont endommagé la zone. Depuis 2009, le site est examiné à l'aide des techniques d'analyse les plus récentes. 
Le maire Nuno Gonçalves a confirmé la construction d'un musée à Canelas pour présenter l'histoire du domaine viticole romain. À cette fin, la restauration d'une vieille maison du village a permis de sauver un autre monument architectural : « … les futurs visiteurs pourront y découvrir une sélection de découvertes et de descriptions, ainsi qu'un film documentaire sur l'histoire des Romains dans la vallée du Douro ». 
Dans une étude approfondie sur le développement touristique de la vallée du Douro publiée en 2004, le monument culturel n'a pas été mentionné du tout.
Un complexe avec une fonction comparable est le Castelo da Lousa (pt).